# Ariel Xaron
Ariel Xaron (hebreu: אריאל (אריק) שרון)  (Kfar Malal, 26 de febrer de 1928 - Ramat Gan, 11 de gener de 2014) ) fou un militar i polític israelià, Primer Ministre d'Israel entre el març de 2001 i l'abril de 2006, quan fou rellevat del seu càrrec per un atac de feridura que patí el 4 de gener de 2006. L'abril de 2006 les seves competències van ser assumides per Ehud Olmert. Va morir després de vuit anys d'estar en estat vegetatiu a causa d'un accident vascular cerebral.
Durant la seva llarga carrera Xaron ha estat una figura que ha suscitat gran controvèrsia entre molts sectors, tant a dins com a fora d'Israel. Els seus seguidors el veuen com un líder capaç d'establir la pau sense sacrificar la seguretat d'Israel. D'altra banda, molts israelians el consideren un heroi de guerra perquè va defensar el país en la majoria de guerres decisives.

## Biografia
Xaron va néixer amb el nom Ariel Scheinermann del matrimoni de Xemuel i Dvora (anteriorment Vera) a Kefar Malal. La seva família va migrar al Mandat Britànic de Palestina en 1922 en la tercera Aliyà procedent de l'antic Imperi Rus fugint de les persecucions als jueus durant la cuerra Civil russa. El pare de Xaron parlava jiddisch i la seva mare rus fet que va permetre que Xaron aprengués a parlar la llengua de sa mare des de molt petit.
La família va arribar a Israel durant la Segona Aliyà i van establir-se en una comunitat socialista i secular de seguidors del Partit Laborista Israelià a Kfar Malal, de la qual n'eren uns ferms detractors.
El 1942 a l'edat de 14 anys Xaron entra al Gadna, un batalló juvenil paramilitar, i posteriorment a la Haganà, la força paramilitar clandestina i la precursora del Tsahal, l'exèrcit israelià. Serví com a militar durant la Guerra arabo-israeliana de 1948 Amb la proclamació d'Israel i la transformació de la Haganà en el Tsahal Xaron va ser nomenat comandant de brigada. En aquest període, va ser ferit greument a l'engonal per la Legió Àrab Jordana a la Segona Batalla de Latrun en un intent d'alliberar del setge la comunitat hebrea de Jerusalem. Xaron tingué seqüeles de les ferides durant tota la vida. El juny de 1972 es llicencià de l'exèrcit lluitant en la Guerra del Sinaí i la Guerra dels Sis Dies.

### Governs del Likkud de Menahem Beguín
El 1977 el Likkud guanyà les eleccions a Israel i Menahem Beguín esdevingué Primer Ministre d'Israel, en un govern de coalició amb el Partit Nacional Religiós, Agudat Israel, Shlomtzion, i més tard, amb Telem, nomenant Xaron com a Ministre d'Agricultura i desenvolupament rural d'Israel. Durant aquest mandat es produí la retirada israeliana de la península del Sinaí i els acords de Camp David amb Egipte.
El 1981 el Likkud guanyà de nou les les eleccions a Israel i Beguín renovà el càrrec com a Primer Ministre d'Israel, en coalició amb el Partit Nacional Religiós, Agudat Israel, Tami i Telem. Ariel Xaron fou nomenat ministre de defensa, i Israel s'annexionà els Alts del Golan en desembre, ocupats des de la guerra dels Sis Dies de 1967.
Com a resposta a l'intent d'assassinat de l'ambaixador israelià al Regne Unit, Shlomo Argov, per part del grup d'Abu Nidal, les Forces de Defensa d'Israel van envair el sud del Líban amb l'objectiu d'expulsar l'Organització per a l'Alliberament de Palestina (OAP) del Líban, immers en una guerra civil. Durant l'estiu de 1982 Israel va prendre el control de Beirut, que va ser assetjada i bombardejada durant dos mesos, fins que les forces de l'Organització per a l'Alliberament de Palestina (OAP) van acceptar sortir de la ciutat. L'operació militar va rebre el nom de Pau per Galilea. Durant l'ocupació israeliana de Beirut, es va permetre l'entrada de les milícies cristianes libaneses a la zona oest de la ciutat, on es trobaven dos camps de refugiats. El 16 de setembre, aquestes milícies van entrar als camps i van iniciar l'execució d'uns 1.000 refugiats palestins als camps de Sabra i Xatila, fets dels què la Comissió Kahan, creada per la Kenésset, el va assenyalar com a responsable "indirecte" i "personal". Encara que els israelians no van participar en la massacre, la investigació va acusar Xaron de la seva responsabilitat personal per negligència i complaença amb els fets que van succeir. El resultat de tot plegat va ser la destitució de Xaron com a ministre de Defensa, continuant en el govern com a Ministre sense cartera, i va precipitar la fi del mandat de Beguín, que fou substituït per Yitshaq Xamir fins les eleccions legislatives d'Israel de 1984.

### Després dels ministeris
Xaron va continuar sent un dels líders del Likkud va ser escollit el líder del partit el 1999. A les eleccions legislatives d'Israel de 1999 el partit més votat fou Israel Ahat (Un Israel), una coalició formada pel Partit Laborista Israelià, Meimat i Guéixer i fou nomenat Primer Ministre d'Israel el cap laborista Ehud Barak en coalició amb Xas, Mérets, el Partit Religiós, Israel ba-Aliyà i el Partit de Centre. La coalició es va trencar a la fi de l'any 2000 arran de la Segona Intifada, provocada pel fracàs de les negociacions a Camp David el juliol de 2000 del govern israelià amb el líder de l'OAP, Iàsser Arafat i el president nord-americà Bill Clinton, i Barak va dimitir.

### Primer ministre
Xaron, del Likkud, va ser escollit Primer Ministre el 6 de febrer de 2001 en l'elecció directa amb el 62% dels vots, derrotant a Barak que va obtenir el 38 per cent, formant un govern de coalició de centredreta que no depenia dels partits ultraortodoxos. Malgrat que des de les anteriors eleccions es va produir un deteriorament important de la situació de seguretat a Israel, després de l'operació Escut defensiu del maig del 2002 i de l'operació Camí Determinat el juny del 2002, es va produir una millora en la situació de seguretat.
Xaron va ser reelegit de manera aclaparadora en les eleccions legislatives d'Israel de 2003, batent al laborista i pacifista Amram Mitsnà. El Likkud formà govern en coalició amb Xinnuy i Unió Nacional, que ocupaven 60 dels 120 escons de la Knesset, i Israel ba-Aliyà amb dos escons es va fusionar al Likkud poc després. El Partit Nacional Religiós també es va unir a la coalició el 3 de març de 2003, portant el nombre d'escons que tenia fins a 68. Els partits van formar una coalició de centredreta, el primer sense formacions ultraortodoxes des de 1974.
El maig de 2004, durant seu el mandat de Primer Ministre el seu Pla de retirada unilateral israeliana de la Franja de Gaza i la part nord de Cisjordània (Samària), ocupades i administrades per Israel des de la Guerra dels Sis Dies va ser rebutjat en referèndum pels militants del Likkud, però Xaron va formar una altra coalició quan va convèncer els laboristes el desembre de 2004 que li van donar suport per dur a terme, formant un govern d'unitat. D'aquesta manera, Xaron va deixar aïllats als partits més radicals de la dreta, que fins aleshores havien estat els seus aliats més ferms. Netanyahu va accelerar la fractura del partit en presentar-se com el líder de la facció més conservadora, que es negava a l'evacuació. Al mateix ritme que la popularitat de Xaron creixia entre la ciutadania israeliana, anava minvant dins del seu propi partit fins que Xaron va abandonar-lo per formar un nou partit anomenat Kadima el 24 de novembre de 2005, esdevenint el primer Primer Ministre d'Israel que no pertanyia a cap dels dos partits que tradicionalment havien dominat la política del país, el Partit Laborista i el Likkud.

### Mort

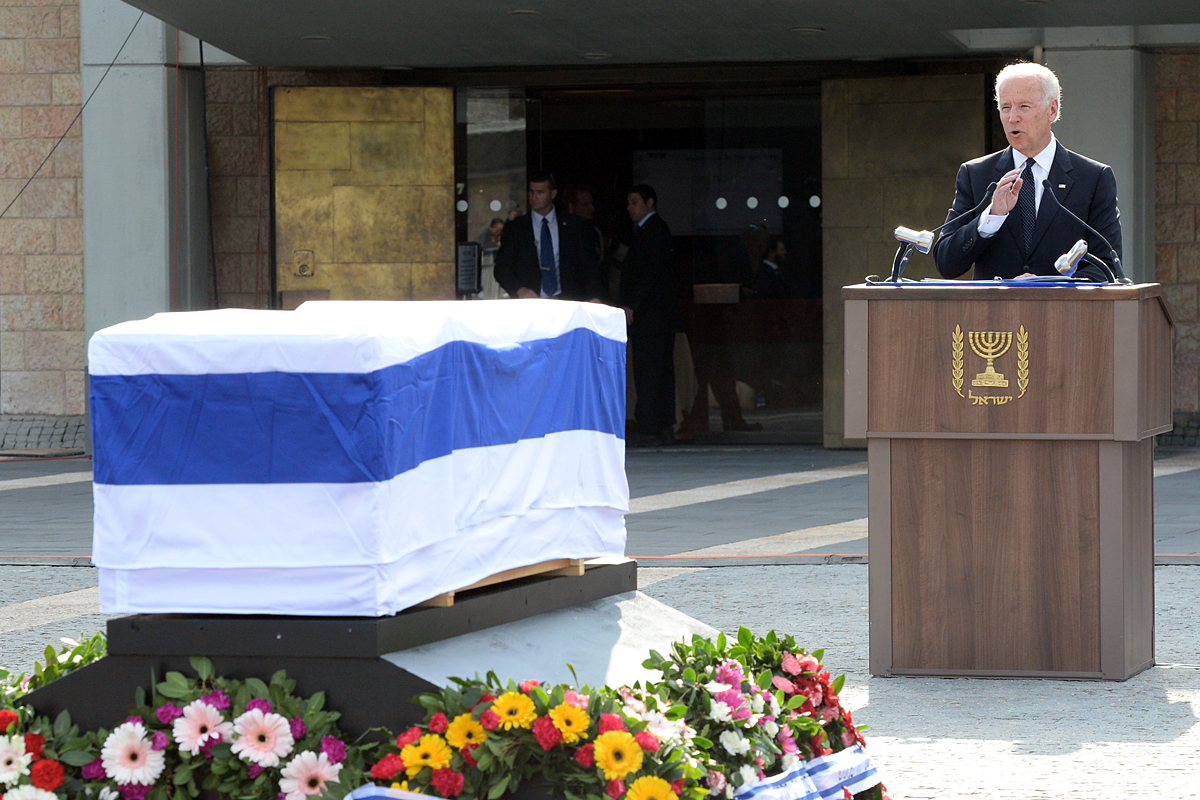
El vicepresident Biden pronuncia discurs en el funeral d'estat del primer ministre israelià Xaron

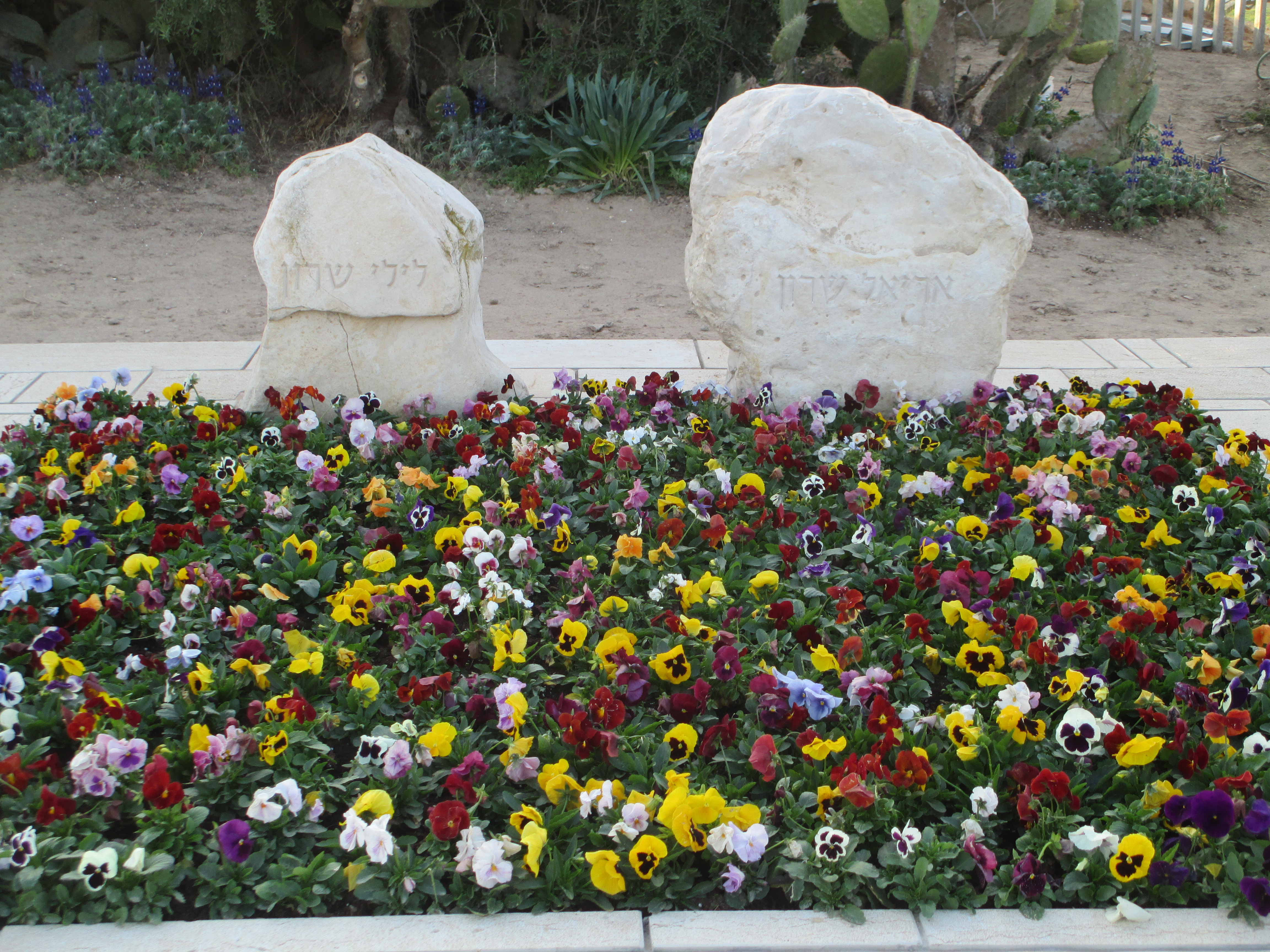
Tombes d'Ariel i Lily Xaron

El gener del 2006 va entrar en coma a causa d'un infart cerebral i ja no va recuperar més la consciència. El 4 de gener, Ehud Olmert assumí el càrrec de primer ministre d'Israel i Kadima, amb Olmert com a líder accidental per la malaltia del primer va ser el més votat a la Kenésset a les eleccions de 2006 amb 29 escons. El novembre de 2010 fou traslladat des de l'hospital de Tel-Aviv on estava ingressat cap al seu ranxo prop de Sederot, on va morir el gener de 2014 després que les seves funcions vitals es deterioressin significativament durant els dies anteriors.
Va tenir un funeral d'estat al que van acudir diverses personalitats polítiques estrangeres com el vicepresident dels Estats Units Joe Biden, l'exprimer ministre britànic Tony Blair, l'exprimer ministre dels Països Baixos Wim Kok, el ministre rus d'Afers Exteriors Serguei Lavrov, el primer ministre de la República Txeca Jiří Rusnok i el ministre alemany d'Afers Exteriors Frank-Walter Steinmeier, entre d'altres. Va ser enterrat al costat de la seva segona esposa Lily al seu ranxo.